# Mouriri dimorphandra
Mouriri dimorphandra är en tvåhjärtbladig växtart som beskrevs av Thomas Morley. Mouriri dimorphandra ingår i släktet Mouriri och familjen Melastomataceae. Inga underarter finns listade i Catalogue of Life.